# Tỉ lệ bản đồ
Tỉ lệ của một bản đồ là tỉ số giữa một khoảng cách đo trên bản đồ và khoảng cách ngoài thực địa. Nó chỉ rõ mức độ thu nhỏ của khoảng cách được vẽ trên bản đồ so với thực tế trên mặt đất, nếu tỉ lệ bản đồ càng lớn thì mức độ chi tiết của nội dung trên bản đồ càng cao.

## Giới thiệu
Tỉ lệ của một bản đồ địa lý là tỉ số giữa một khoảng cách đo trên bản đồ và khoảng cách ngoài thực địa. Ở góc bên dưới của một bản đồ Việt Nam có ghi: (xem hình đầu tiên ở mục "Các bản đồ cho phép dùng tỉ lệ"):

-Tỉ lệ 1:10 000 000 hay {\displaystyle {\frac {1}{10000000}}} cho biết hình nước Việt Nam được vẽ thu nhỏ lại 10 000 000 lần.Chẳng hạn:Độ dài 1cm ứng với độ dài ngoài thực địa là 10 000 000 cm hay 100 km.

## Ký hiệu
Ký hiệu của tỉ lệ có dạng 1:M, trong đó số M chỉ khoảng cách thực tế lớn gấp bao nhiêu lần khoảng cách tương ứng đo trên bản đồ. Chẳng hạn nếu 1 cm trên bản đồ ứng với 1 km ngoài thực địa thì bản đồ đó có tỉ lệ 1:100000 vì 1 km = 100.000 cm.
Bản đồ có tỉ lệ lớn thì càng chi tiết và tương ứng với số M nhỏ. Bản đồ tỉ lệ nhỏ kém chi tiết hơn và có số M lớn.

## Tỉ lệ xích

Việt Nam
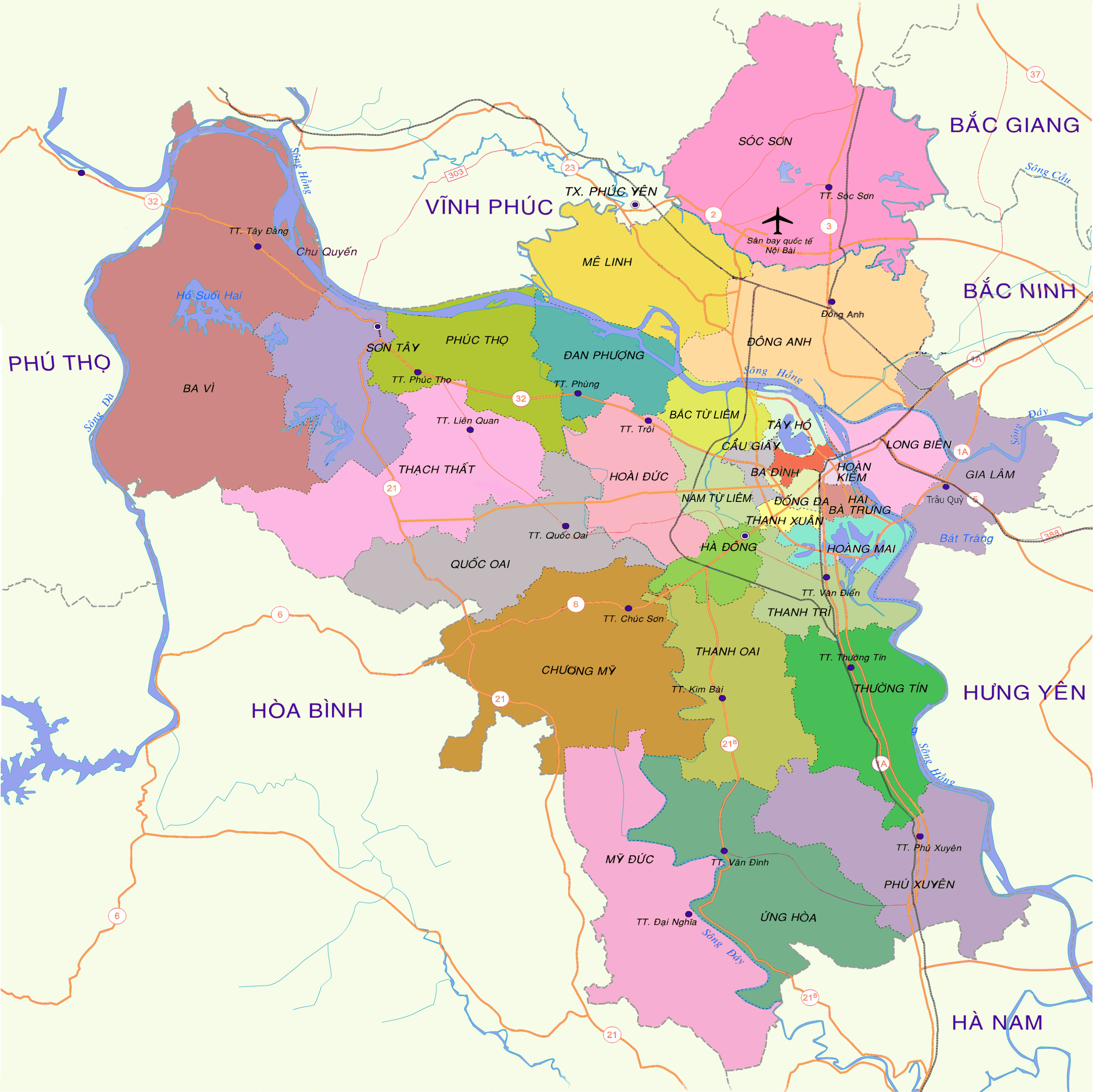
Hà Nội
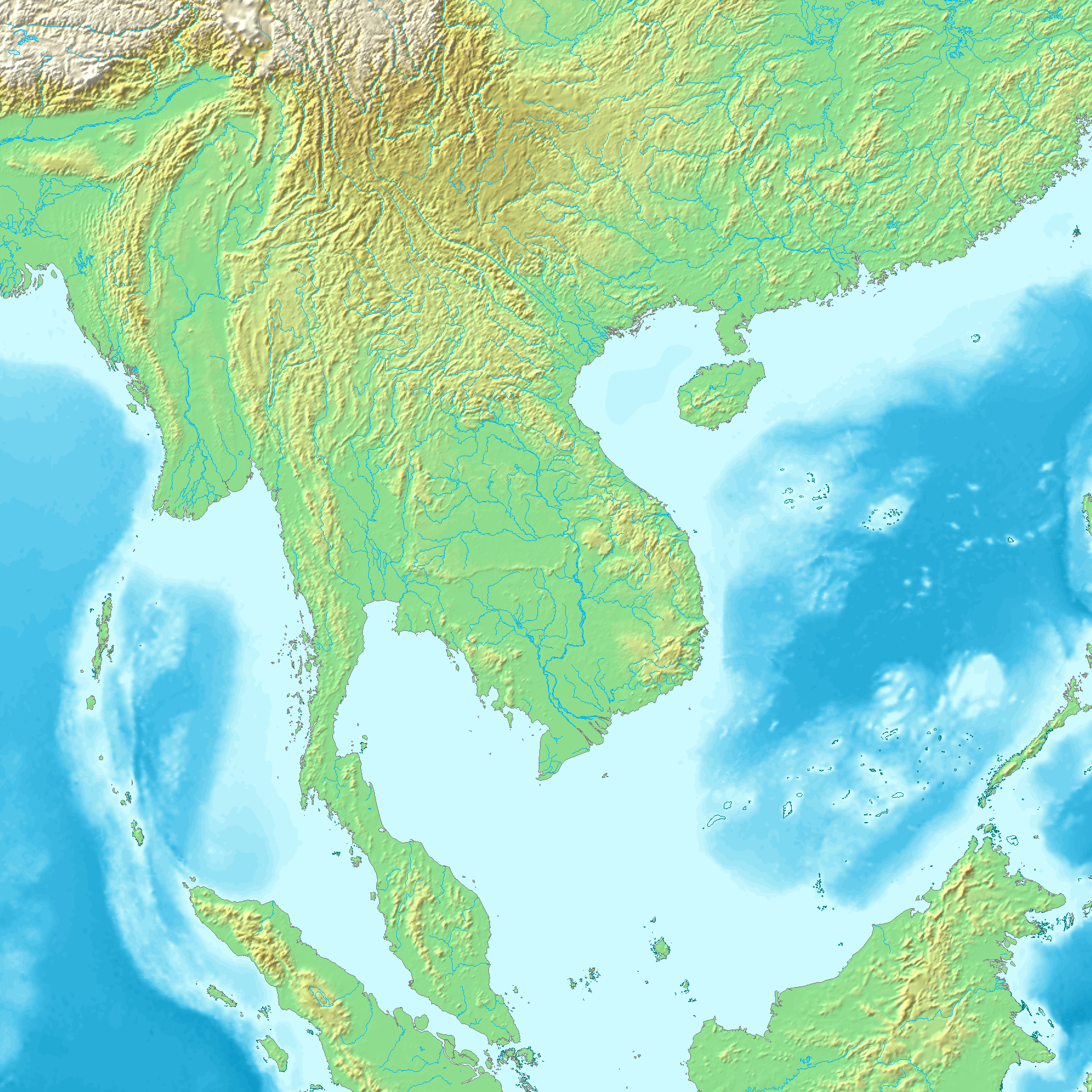
Bán đảo Đông Dương
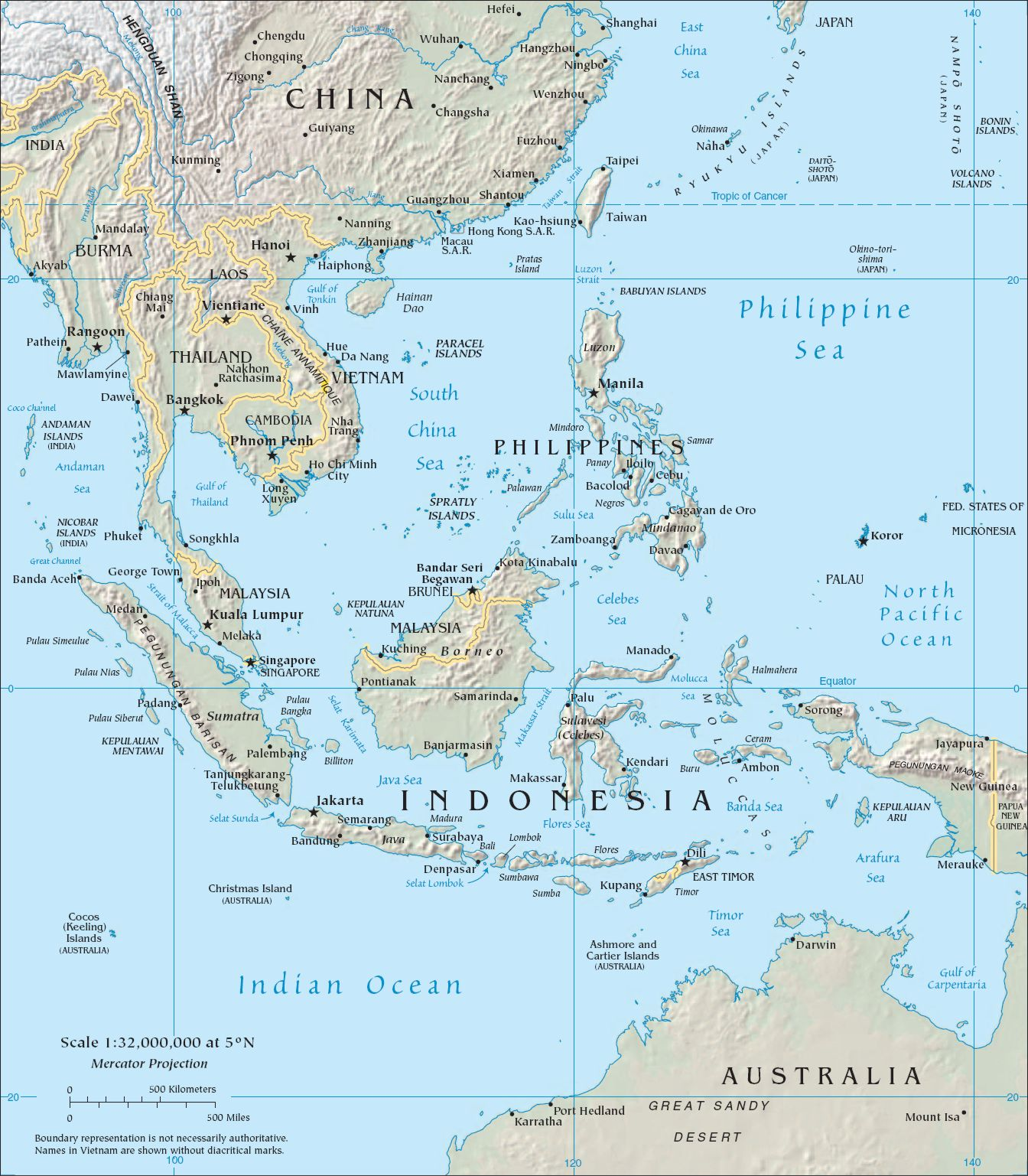
Đông Nam Á
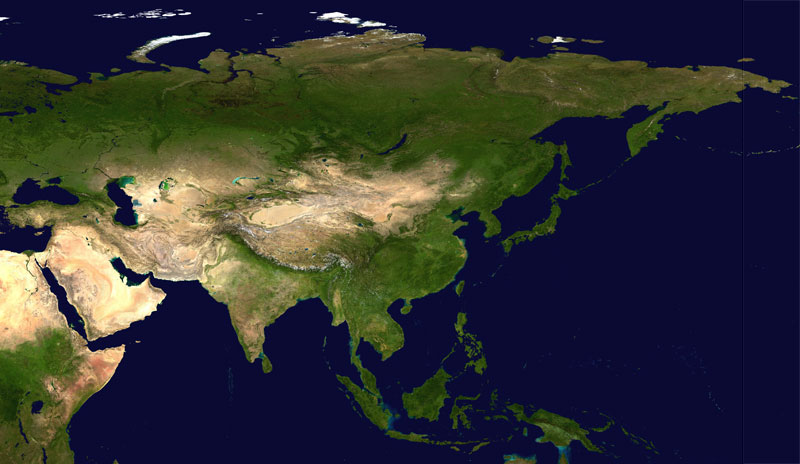
Châu Á
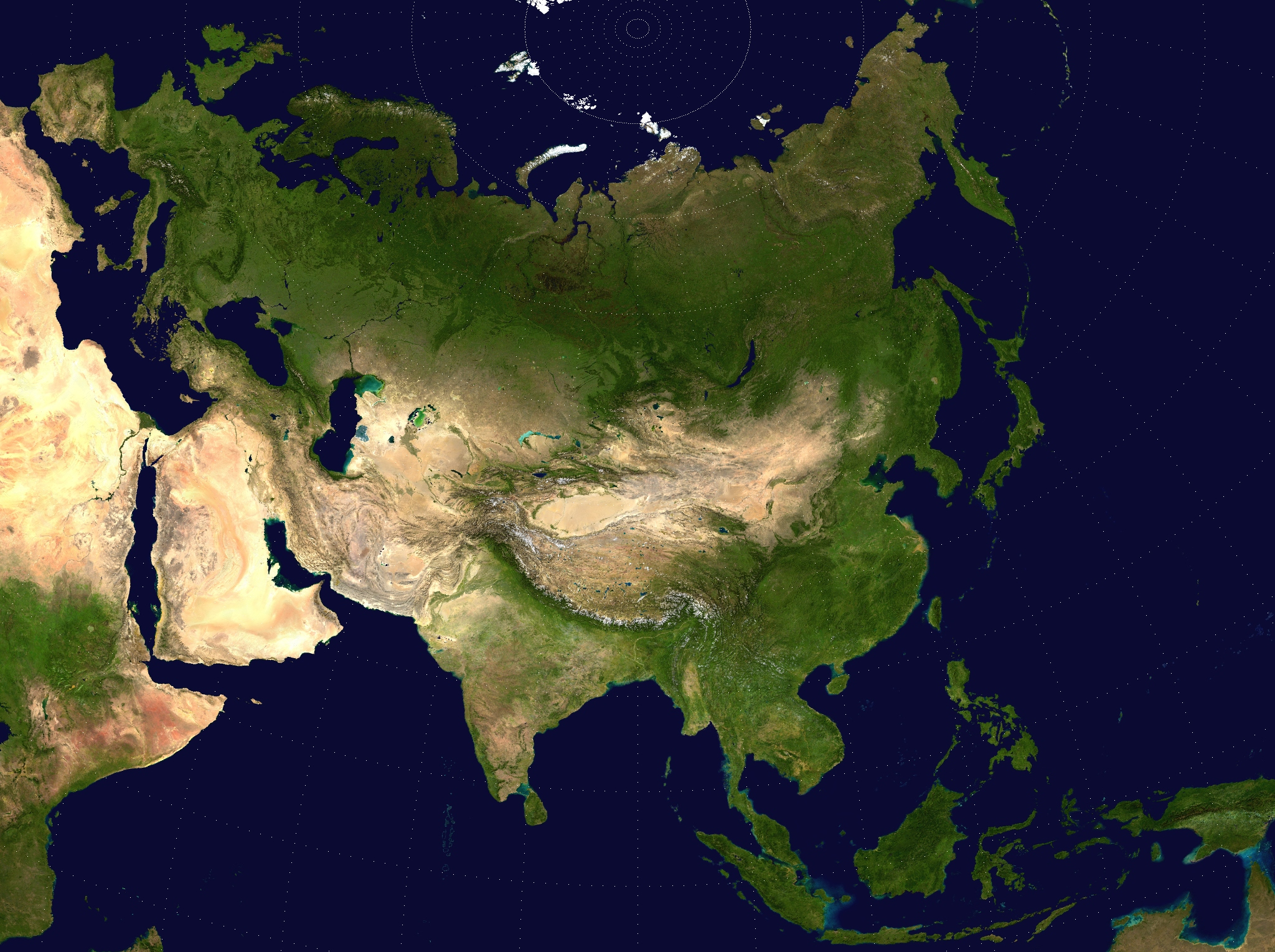
Đại lục Á-Âu

Một số ví dụ:
1:100.000.000
1:800.000
1:700.000.000
1:200.000.000
Dưới dòng số tỉ lệ là một đường kẻ có hai màu trắng và đen. Hai màu này có ý nghĩa như nhau, đó là biểu thị một centimét tương ứng với bao nhiêu kilômét ngoai thuc dia

## Biến đổi tỉ lệ trong phép chiếu Mercator
Tỉ lệ điểm Mercator là đồng nhất trên xích đạo do đường này là nơi tiếp xúc giữa hình cầu (trái đất) và hình trụ. Tỉ lệ biến đổi theo vĩ độ {\displaystyle k=\sec \phi }. Vì {\displaystyle \sec \phi } tiến đến vô cực khi chúng ta càng đến gần các cực,bản đồ Mercator bị bóp méo cực độ ở các vĩ độ cao và do đó, phép chiếu này hoàn toàn không phù hợp với các bản đồ thế giới (trừ khi chúng ta xét đến việc định hướng và các rhumb line - là các đường mà chúng cắt qua tất cả các kinh tuyết với cùng một góc). Tuy nhiên, ở vĩ độ khoảng 25 độ, giá trị {\displaystyle \sec \phi } đạt khoảng 1,1 vì vậy Mercator là chính xác với sai số 10% trong một dải có độ rộng 50 độ có lấy xích đạo làm đường ranh giới. Các dải hẹp hơn thì độ chính xác tăng lên: một dải có độ rộng 16 độ (có xích đạo làm đường chính giữa) thì độ chính xác của phép chiếu nằm trong 1%.
Tiêu chí tiêu chuẩn đối với các bản đồ tỉ lệ lớn tốt là độ chính xác phải đạt tối thiểu 0.04%, tương ứng {\displaystyle k=1.0004}. Vì {\displaystyle \sec \phi } đạt đến giá trị này tại {\displaystyle \phi =1.62} độ (xem hình bên dưới, đường đỏ). Do đó, tiếp tuyến Mercator có độ chính xác rất cao trong dải 3,24 độ lấy xích đạo làm trung tâm. Dải này theo phương bắc nam dài khoảng 360 km (220 mi). Trong dải này Mercator là rất tốt, có độ chính xác cao và bảo tồn được hình dạng do nó được bảo tồn góc. Các quan sát này cho phép phát triển các phép chiếu biến đổi Mercator mà theo đó kinh tuyến được xem 'là xích đạo' của phép chiếu do đó chúng ta có thể tạo ra một bản đồ có độ chính xác cao bên trong một khoảng cách hẹp của kinh tuyến đó. Các bản đồ như thế này là tốt đối với các quốc qua trải dài gần kinh tuyến (như Anh) và có một bộ gồm 60 bản đồ như thế này đã sử dụng phép chiếu UTM. Do đó, trong cả hai phép chiếu (dựa trên các ellipsoid khác nhau) các phương trình chuyển đổi tọa độ x và y và phương trình chuyển đổi hệ số tỉ lệ là các hàm phức tạo theo cả kinh tuyến và vĩ tuyến.

Biến đổi tỉ lệ gần xích đạo đối với tiếp tuyến (đỏ) và cát tuyến (lục) của các phép chiếu Mercator.